# 板倉勝承
板倉 勝承（いたくら かつつぐ）は、江戸時代中期の大名。陸奥国福島藩4代藩主。官位は従五位下・内膳正。重昌流板倉家第7代。

## 生涯
板倉勝里の長男として誕生した。寛保3年（1743年）、父の死により家督を相続する。

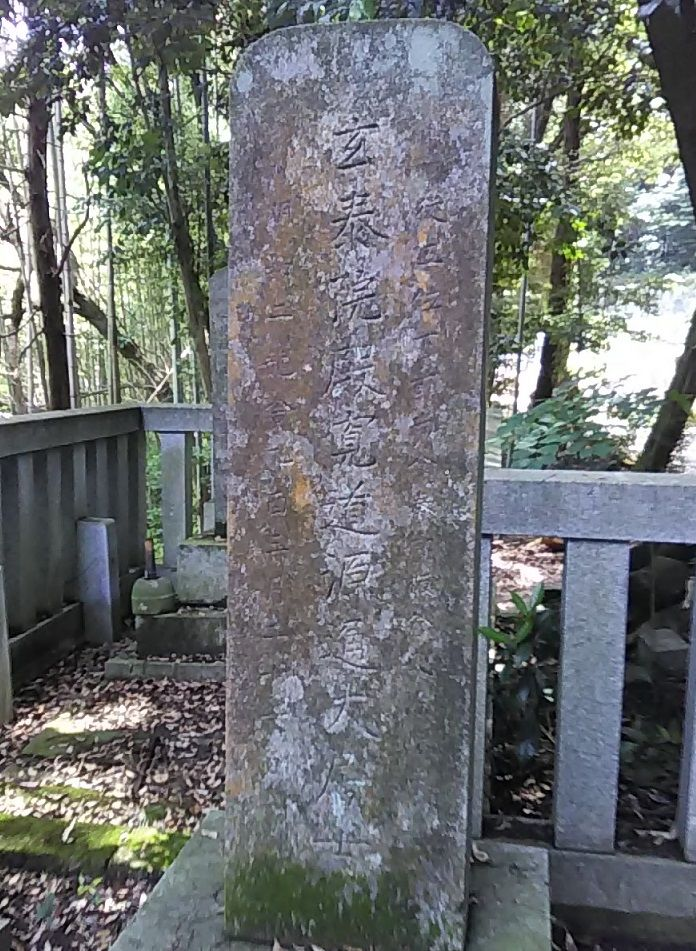
板倉勝承の墓(西尾市長圓寺)

延享2年（1745年）、福島三万石騒動と呼ばれる一揆が発生する。その後も、切米騒動などに悩まされる。明和元年（1764年）には、城代家老の松原克昌に財政上の失態があり、幕府から閉門処分を受けた。明和2年（1765年）に死去した。男子がなく、跡を弟の勝任が継いだ。

## 系譜
父母
- 板倉勝里（父）
- 辰 - 相馬昌胤の娘（母）

正室
- 銕子 - 京極高矩の娘

子女
- 一柳末英正室、板倉勝任の養女、生母は銕子（正室）